# Парагвай
Парагва́й (гуар. Paraguái, ісп. Paraguay ісп. вимова: [paɾaˈɣwaj] ( прослухати) Парагва́й), офіційно Респу́бліка Парагва́й (ісп. República del Paraguay, гуар. Paraguái Tavakuairetã) — країна в Південній Америці, межує на північному сході з Бразилією, півдні з Аргентиною; заході з Болівією. Площа — 406752 км²; столиця Асунсьйон. Рельєф: болотисті рівнини, розділені річкою Парагвай, на південному сході кордон проходить по річці Парана.
Мови: іспанська (державна), гуарані. Парагвай є унікальним прикладом дійсно двомовної країни: абсолютна більшість населення володіє обома мовами й використовує їх за ситуацією. Іспанська — офіційна, мова літератури та діловодства, мову гуарані використовують у побуті. Приблизно 6 % населення володіють лише іспанською, близько чверті знають лише гуарані, близько 70 % населення є двомовними.
Релігія: римо-католики — 90 %

## Історія

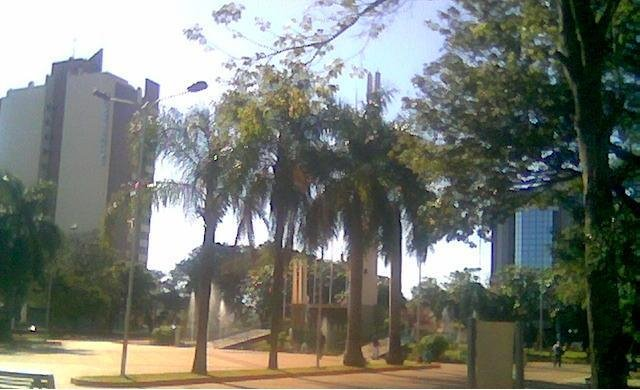
Центр міста Енкарнасьйон.

Найдавніше відоме населення цих територій — індіанці гуарані. У XVI столітті тут вперше з'явились європейці.
1537 — заснування іспанцями Асунсьйона.
1542–1640 — у складі іспанського віцекоролівства Перу.
1609 — прихід Ордену Товариство Ісуса (єзуїтів).
1617 — територія Парагваю отримала автономію в рамках віцекоролівства Перу. Місцеву владу здійснював орден єзуїтів. Єзуїти створили з індіанців загони самооборони проти бразильських мисливців за рабами. Індіанців прикріпили до спеціальних поселень — редукцій, на чолі яких стояли патери (священики). Помічників патерів набирали серед місцевого населення — вони носили звання корехідор (керівник) і алькальд (староста).
1768 — іспанська влада розгромила сім східних місій та вигнала єзуїтів з Парагваю за підозрою в сепаратизмі.
1776 — Парагвай включений до складу віцекоролівства Ріо-де-Ла-Плата.
1811 — відокремлення Ріо-де-Ла-Плати від Іспанії викликало відцентрові тенденції всередині самопроголошеної держави, внаслідок чого Парагвай стає незалежною державою як від Іспанії, так і від Аргентини — правонаступниці Республіки Ріо-де-Ла-Плата. Довічним диктатором Парагваю став Франсіа.
1842 — скасоване рабство.
1848 — проголошено рівноправність креолів і індіанців.
1866–1870 — Парагвайська війна з Бразилією, Аргентиною й Уругваєм (Війна Потрійного альянсу). Втрачено близько 1/2 території і 4/5 населення. Економіка була дуже підірвана, і в країні затвердився англо-американський капітал.
1870–1879 — Окупація союзників. За час управління Парагваєм Аргентини та Бразилії, Парагвай втратив до 154 000 км²
1887 — офіційно були засновані партії прихильників ліберальних реформ та партія землевласників «Колорадо».
1904 (серпень—грудень)  —розпочалася низка ліберальних повстань, військових переворотів та громадянських бунтів, після яких влада партії «Колорадо» була усунута, а її місця посіла Ліберальна партія. Наступний підйом Ліберальної партії ознаменувався зниженням впливу Бразилії на Парагвай та зростання аргентинського впливу. Революція закінчилися 12 грудня 1904 року, коли Хуан Антоніо Ескурра пішов у відставку, а 19 грудня тимчасовим президентом став Хуан Баутіста Ґаона від лібералів.
1922—1923 — Громадянська війна в Парагваї між радикальними прихильниками Едуардо Шерера та Мануеля Ґондри.
1932–1935 — Чакська війна з Болівією. Парагвай переміг і здобув усю область Чако з багатими нафтовими родовищами, але завойовані землі стали розробляти корпорації США.
1936 — переворот, здійснений ветеранами Чакської війни.
1940–1948 — диктатура генерала Моріньїґо.
У роки Другої світової війни Парагвай проголосив нейтралітет, але де-факто надавав допомогу Німеччині, а після закінчення війни дав притулок нацистським злочинцям.
1954–1989 — диктатура генерала Стресснера.
1993 — на вільних багатопартійних виборах переміг Хуан Карлос Васмосі.

## Державний устрій

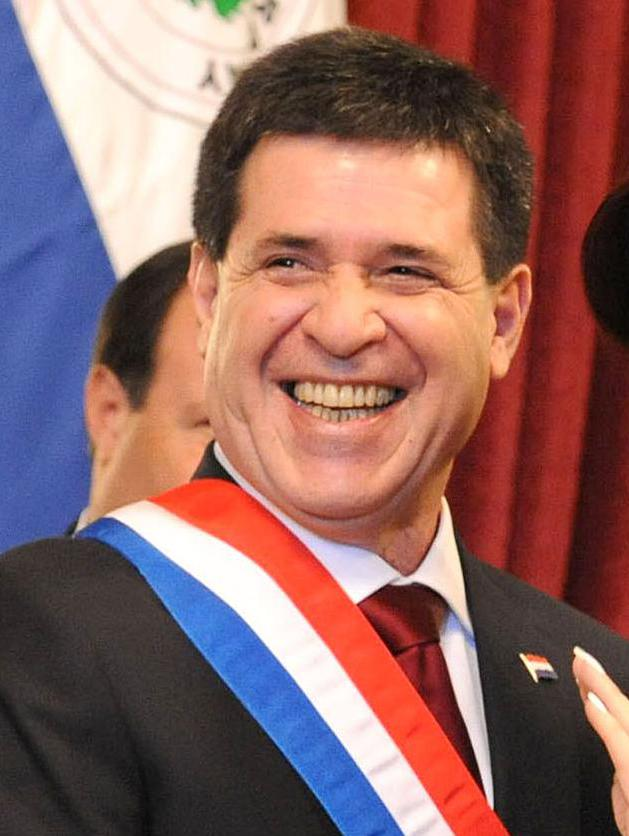
Орасіо Картес — президент Парагваю (2013-2018)

Парагвай — республіка. Діє Конституція від 21 червня 1992 р.
Глава держави — президент, який обирається загальним прямим голосуванням терміном на 5 років. Переможець визначається простою більшістю голосів. Президент не може бути обраний на другий термін. Віцепрезидента обирають тим самим шляхом і на той самий строк, що і президента.
Законодавча влада здійснюється Конгресом (двопалатний парламент), який складається з двох палат: сенату (45 сенаторів) і палати депутатів (80 депутатів). Обидві палати обираються загальним прямим голосуванням терміном на 5 років. Голова Сенату — Мігель Каррісоса (Miguel Carrizosa). Голова Палати депутатів — Енріке Бусаркіс Касерес (Enrigue Buzarguis Caceres).
Виконавча влада здійснюється президентом, який формує очолюваний ним уряд.

### Політичні партії
Національний союз порядних громадян — НСПГ (Union Nacional de Ciudadanos Eticos-UNACE). Консервативна партія. Заснована в 2002 р. Голова — Ліно Ов'єдо(Lino Oviedo).

Національно-республіканська асоціація (НРА) — партія «Колорадо» (Asociacion Nacional Republicana (ANR) — Partido Colorado).

Консервативна партія створена у 1887 р. Налічує 1,6 млн членів. Голова — Ліліан Саманьєго (жін.) (Lilian Samaniego). Друкований орган — газета «Патріа» (Patria).

Парагвайська комуністична партія — ПКП (Partido Comunista Paraguaya — PCP). Заснована 19 лютого 1928 р. Генеральний секретар ЦК ПКП — Наджиб Амадо (Najeeb Amado). Друковані органи — газета «Аделанте!» (Adelante!) і політико-теоретичний журнал «Перспективас» (Perspectivas).

Партія «Мила батьківщина» (Partido Patria Querida) заснована в 2002 р. Голова — Педро Фадуль(Pedro Fadul).
Патріотичний альянс за зміни (Alianza Patriotica para el Cambio). Передвиборчий блок. Створений в 2007 р. Істинною ліберально-радикальною партією та іншими лівоцентристськими партіями і організаціями. Лідер — Фернандо Луго(Fernando Lugo).

Істинна ліберально-радикальна партія — ІЛРП (Partido Liberal Radical Autentico — PLRA). Правоцентристська партія. Заснована у 1978 р. Голова — Луіс Федеріко Франко Гомес (Luis Federico Franco Gomes).

Революційна фебреристська партія — РФП (Partido Revolucionario Febrerista — PRF). Партія. Створена у лютому 1951 р. під назвою Фебреристська партія. Голова — Нільс Кандіа-Хіні (Nils Candia-Gini). Друковані органи — тижневик «Пуебло» (El Pueblo) і «Прогресо» (El Progreso).

Християнсько-демократична партія — ХДП (Partido Democrato Cristiano). Партія. Створена у 1960 р. Налічує 20,5 тис. чол. Голова — Херардо Ролон Посе (Gerardo Rolon Pose).

## Населення
6 831 306 (2008) (95 % нащадки іспанців та індіанців); Річний приріст населення — 2,7 %. Населення — представники змішання монголоїдної(індіанці гуарані) та європеоїдної (іспанці) рас. У цей час метисів проживає 95 %, америндів та європеїдів — 5 %. 95 % населення зосереджується в Орієнте. У містах мешкає 54 % населення країни.

## Географія

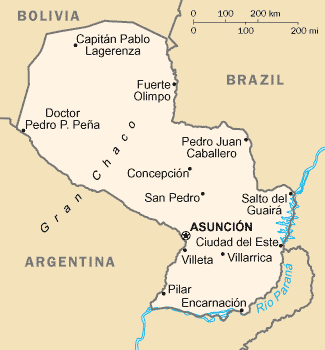
Карта Парагваю

Республіка Парагвай розташована в центральній частині Південної Америки, і не має виходу до моря. Парагвай — гаряча та волога країна, розділена на дві нерівні частини річкою Парагвай. На захід від річки знаходиться область Гран-Чако, пустельний край, який займає близько 60 % площі країни. На сході, де зосереджена основна частина населення, знаходяться родючі рівнинні землі та субтропічні ліси. Майже всі парагвайці, які живуть в цих місцях, займаються скотарством і вирощуванням цукрової тростини, рису, кави та сої. Парагвай залишається бідною країною, але його родючі землі та можливості побудови ГЕС обіцяють багате майбутнє.
Із заходу на схід країна простягається на 660 км, із півночі на південь — на 925 км. Парагвай знаходиться на стику субекваторіального та тропічного поясів.
Основні природні райони: низовина Чако на захід від р. Парагвай і плато Орієнте (сх.) між річками Парагвай і Парана. Чако (займає 3/5 площі, перетинається Південним тропіком), з його жарким і посушливим кліматом, практично безлюдне. Орієнте має сприятливіші умови.
Пересічні температури в Асунсьйоні: січня — 29 °C, липня — 19 °C; опадів — 1270 мм. Лісом вкрита площа займає 32 %, під охороною — 3,8 %.

## Адміністративний поділ

Парагвай в адміністративному відношенні ділиться на 17 департаментів (ісп. departamento(s)) і один столичний округ.

| Код  | Назва          | Іспанською       | Столиця                |
| ---- | -------------- | ---------------- | ---------------------- |
|      | Асунсьйон      | Asunción         | Асунсьйон              |
| I    | Консепсьйон    | Concepción       | Консепсьйон            |
| II   | Сан-Педро      | San Pedro        | Сан-Педро              |
| III  | Кордильєра     | Cordillera       | Каакупе                |
| IV   | Ґуайра         | Guairá           | Вільяррика             |
| V    | Кааґуасу       | Caaguazú         | Коронель-Овьєдо        |
| VI   | Каасапа        | Caazapá          | Каазапа                |
| VII  | Ітапуа         | Itapúa           | Енкарнасьйон           |
| VIII | Місьйонес      | Misiones         | Сан-Хуан-Баутіста      |
| IX   | Параґуарі      | Paraguarí        | Параґуарі              |
| X    | Альто-Парана   | Alto Paraná      | Сьюдад-дель-Есте       |
| XI   | Сентрал        | Central          | Ареґуа                 |
| XII  | Ньєембуку      | Ñeembucú         | Пілар                  |
| XIII | Амамбай        | Amambay          | Педро-Хуан-Кабальєро   |
| XIV  | Каніндею       | Canindeyú        | Сальто-дель-Ґуайра     |
| XV   | Альто-Парагвай | Alto Paraguay    | Фуерте-Олімпо          |
| XVI  | Пресіденте-Аєс | Presidente Hayes | Вілья-Аєс              |
| XVII | Бокерон        | Boquerón         | Філадельфія (Парагвай) |

## Економіка

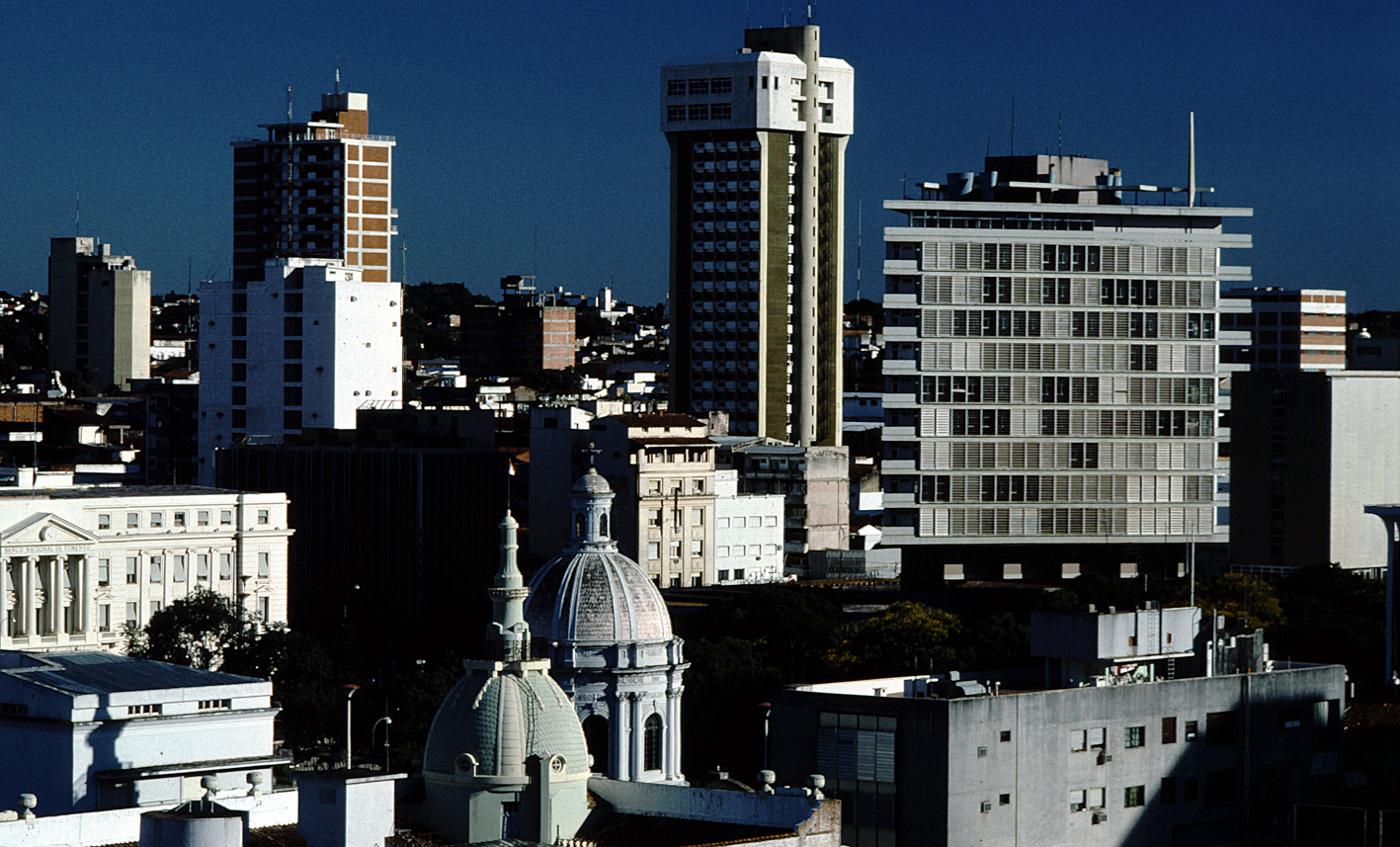
Столиця Асунсьйон

| Експорт   | Експорт  | Імпорт    | Імпорт   |
| Країна    | Відсоток | Країна    | Відсоток |
| --------- | -------- | --------- | -------- |
| Бразилія  | 44,0 %   | Аргентина | 25,4 %   |
| Уругвай   | 14,0 %   | Бразилія  | 24,5 %   |
| Аргентина | 11,0 %   | Уругвай   | 3,8 %    |
| Інші      | 36,0 %   | Інші      | 46,3 %   |

Парагвай — аграрна країна, один з найбільших у світі виробників сої (6-е місце у світі). Є однією з найвідсталіших країн Південної Америки.
ВВП на душу населення в 2009 році — 4,1 тис. дол (154-е місце у світі). Нижче рівня бідності — 32 % населення (в 2006).
Сільське господарство (22 % ВВП, 31 % працюючих) — бавовник, цукрова тростина, соя, кукурудза, пшениця, тютюн, кассава (тапіока), фрукти, овочі; лісозаготівлі. Промисловість (18 % ВВП, 17 % працюючих) — виробництво цукру, цементу, текстилю, напоїв, лісоматеріали; гідроенергетика.
Сфера обслуговування — 60 % ВВП, 52 % працюючих.
У господарстві країни зайнято 2 млн чоловік: у сільському господарстві — 39 %, промисловості — 23 %. Частка у ВНП: сільське господарство — 24 %, обробна промисловість — 16 %, сфера послуг — 54 %. Обробляється 4 % площі, під пасовищами знаходиться 55 %. Зрошується 67 тис.га. Вирощують: кукурудзу, коренеплоди, цукрову тростину, мате (парагвайський чай), бавовник.
Потужні ГЕС на р. Парана: «Ітайпу» (7,4 млн кВт), на кордоні з Бразилією та «Корпус Посадос» (4,7 млн кВт), на кордоні з Аргентиною.
Основною галуззю невиробничої сфери є туризм. Щорічно в Парагваї буває 147 тис. туристів, що дає 197 млн доларів прибутку. У списку ЮНЕСКО є єзуїтська місія Ла-Сантисіма-Тринідад-де-Парана і Таваранке.
У країні є 965 км залізниць. Добре розвинутий автомобільний та повітряний транспорт. У Парагваї є 5 аеропортів із постійними рейсами. Розвинутий і річковий транспорт. Найбільший річковий порт знаходиться у місті Асунсьйон. Наземні зв'язки з зовнішнім світом відбуваються через Аргентину і Бразилію.
На 1000 жителів тут є 83 телевізори і 31 телефон.

## Політика
У цей час Парагвай є республікою. Офіційна назва — Республіка Парагвай. Глава держави та уряду — президент. Законодавчий орган — Національний конгрес. Адміністративно — територіальний поділ: 16 департаментів і один столичний округ. Воєнні витрати — 0,9 % ВНП. Військовослужбовців 20 200.

## Міжнародні відносини
Головними партнерами в зовнішніх стосунках Парагваю є країни Південної Америки. Але активно розвиваються відносини з рештою держав світу. Парагвай наразі (2019 р.) є єдиною державою Південної Америки, що підтримує дипломатичні стосунки з Тайванем, а не з КНР. 

### Відносини з Україною
Парагвай визнав незалежність України 1 квітня 1992 р., а 26 лютого 1993 встановив з нею дипломатичні відносини.

## Культура

### Декоративно-вжиткове мистецтво
Серед парагвайців популярним видом декоративно-вжиткового мистецтва є мереживо. З мережив, які називаються «ньяндуті» («павутина»), парагвайці роблять квіти, птахів, тварин та різноманітні візерунки.
Одна з великих діячів культури Парагваю — Хосефіна Пла (1903—1999), поетеса, автор романів і оповідань, яка працювала також в галузі художньої кераміки.